# Robert de Holand, 1. Baron Holand

Wappen des Robert de Holand, 1. Baron Holand

Robert de Holand, 1. Baron Holand (auch Robert Holland) (* um 1283; † 15. Oktober 1328 in Borehamwood) war ein englischer Adliger aus der Familie Holland. Durch seine Freundschaft mit Thomas of Lancaster, 2. Earl of Lancaster, einem Cousin des Königs und mächtigsten Magnaten Englands, stieg er vom Landadligen zum Peer auf.

## Herkunft
Robert de Holand war Sohn und Erbe des gleichnamigen Sir Robert de Holand, Gutsherr von Upholland in Lancashire, und dessen Gattin Elizabeth de Samlesbury, einer Erbtochter von Sir William Samlesbury, Gutsherr von Samlesbury in Lancashire. Sein Vater besaß recht stattlichen Grundbesitz in Lancashire und hatte in der Grafschaft erheblichen Einfluss.

## Aufstieg als Gefolgsmann des Earl of Lancaster
Holands Verbindung mit Lancaster begann wahrscheinlich 1298, als der jugendliche Holand während eines Feldzugs nach Schottland und in der folgenden Schlacht von Falkirk im engeren Gefolge von Lancaster diente. Vor 1305 wurde er zum Ritter geschlagen. In der Folge stieg er zum wichtigsten Gefolgsmann und Vertrauten von Lancaster auf. Vermutlich beaufsichtigte er die Verwaltung von Lancasters Ländereien, verhandelte im Auftrag Lancasters mit dem König und unterstützte ihn bei seinen militärischen und politischen Aktionen. Er nahm 1312 an der Verfolgung von Piers Gaveston und 1318 im Gefolge Lancasters am Feldzug gegen Schottland teil. Spätestens ab 1300 belohnte ihn Lancaster für seine Dienste mit der Übertragung von Ländereien, bis Holand schließlich etwa 25 Güter besaß, aus denen er Jahreseinkünfte von etwa £ 550 bezog. Lancaster vermittelte ihm auch eine vorteilhafte Heirat. Um 1308 heiratete Holland Maud la Zouche († 1349), eine Tochter von Alan la Zouche, einem mächtigen Baron aus Leicestershire. Nachdem sein Schwiegervater 1314 ohne männlichen Nachkommen gestorben war, erbte seine Frau zusammen mit ihrer Schwester dessen Güter. Maud erhielt umfangreiche Ländereien, die ihr jährliche Einkünfte von fast £ 720 einbrachten. Wohl infolge dieser großen Ländereien wurde Holand am 29. Juli 1314 durch Writ of Summons erstmals als Baron Holand in das Parlament berufen. Auf dem Höhepunkt seiner Karriere hatte Holand schließlich aus seinen Ländereien Einkünfte von mehr als £ 1300 im Jahr.
Als Baron diente Holand auch dem König. Von 1307 bis 1320 hatte er dreimal das Amt des Richters von Chester inne und übte verschiedene weitere lokale Ämter aus, darunter 1312 das des Gouverneurs von Beeston Castle in Cheshire.

## Verrat an Lancaster und Tod
Als Lancaster 1321 im Despenser War offen gegen König Eduard II. rebellierte, unterstützte ihn Holand zunächst. Ende 1321 stellte er mit Lancasters Armee auf, doch als Lancaster im März 1322 vor den königlichen Truppen nach Norden flüchtete und offensichtlich wurde, dass die Rebellion scheiterte, wechselte Holand die Seiten. An der Spitze einer 500 Mann starken Streitmacht, die Lancasters Rebellenarmee verstärken sollte, ergab er sich den königlichen Truppen. Dieser Verrat entschied Lancasters Schicksal, er wurde kurz darauf in der Schlacht bei Boroughbridge geschlagen, gefangen genommen und wenig später als Verräter hingerichtet. Durch seinen Verrat an Lancaster hatte Holand zwar sein Leben gerettet, blieb aber in Gefangenschaft des Königs. Auch nachdem Eduard II. Ende 1326 gestürzt worden war, blieb Holand auf Verlangen von Henry of Lancaster, dem Bruder von Thomas of Lancaster, zunächst in Haft. Henry of Lancaster und dessen Anhänger sahen ihn aufgrund seines Seitenwechsels von 1322 als Verräter an, der keine Gnade verdient hatte. Als es jedoch zunehmend zu Spannungen zwischen Henry of Lancaster und Roger Mortimer, der für den minderjährigen König Eduard III. die eigentliche Herrschaft ausübte, kam, wurde Holand freigelassen und erhielt am 23. Dezember 1327 seine Besitzungen zurück. Als der Konflikt zwischen Henry of Lancaster und Roger Mortimer sich weiter zuspitzte, wurde Holand vermutlich von Sir Thomas Wyther, einem ehemaligen Vasallen von Thomas of Lancaster in einem Wald in Hertfordshire ermordet. Die Tat geschah vermutlich mit Billigung durch Henry of Lancaster, dem Wyther den abgeschlagenen Kopf von Holand zuschickte und der Wyther vor Strafverfolgung deckte.
Holand wurde vermutlich in der Franziskanerkirche von Preston in Lancashire begraben.

## Ehe und Nachkommen
Aus seiner Ehe mit Maud la Zouche hatte Holand mehrere Kinder, darunter:
- Margaret de Holand († 1349)
- Alianore de Holand († vor 1341) ⚭ John Darcy, 2. Baron Darcy de Knayth
- Robert de Holand, 2. Baron Holand (um 1312–1373)
- Alan de Holand († um 1339)
- Sir Otes de Holand († 1359)
- Sir John de Holand
- Thomas Holland, 1. Earl of Kent (1314–1360)
- Mathilde de Holland (1319–1361) ⚭ Sir Thomas de Swinnerton (1315–1361)
- Elizabeth de Holand (1320–1387), ⚭ I) Sir Henry FitzRoger, ⚭ II) William Boteler, 3. Baron Boteler